# クリス・グレン
クリス・グレン（Chris Glenn, 1968年2月28日 - ）は、オーストラリア南オーストラリア州アデレード出身で愛知県名古屋市在住のラジオDJ・タレントである。
2015年より関ケ原観光大使、2016年より名古屋観光文化交流特命大使、2020年より近江観光大使を務めている。

## 経歴
- 1985年 - ロータリー交換留学生として、1年間北海道札幌市に在住。
- 1986年 - 南オーストラリア州のラジオ局5MUでプロDJデビュー。その後ヘッドハンティングされ、5DNに移籍する。
- 1992年 - 再来日。
- 1993年 - 愛知県のZIP-FMで開局から10年半DJを務める。
- 1999年 - 有限会社パスト・プレゼント・フューチャー（PPF）を設立し、ラジオ・テレビ番組の企画制作も行なう。
- 2004年4月 - 愛知国際放送（RADIO-i）へと活動の場を移す。2010年9月の閉局までDJを担当。
- 2011年4月 - 7年ぶりにZIP-FMに復帰[1]。『RADIO ORBIT』（Sun 9:00〜13:00）を担当。
- 2015年 - 宝島社より「豪州人歴史愛好家、名城を行く」を出版した。
- 2017年 - 小学館より「城バイリンガルガイド」を出版した。（監修 三浦正幸、英文担当）
- 2017年12月2日放送の紀行バラエティ番組『ブラタモリ』第92回（NHK総合）で「岐阜の案内人」として出演した。
- 2019年 - 小学館より「忍者バイリンガルガイド」を出版した。（翻訳担当）
- 2020年12月12日放送の『日立 世界・ふしぎ発見!』日本のお城スペシャル（TBSテレビ）では、歴史愛好家として出演し岐阜城の解説を行った。

前出のラジオDJやタレント業の他にもナレーター、司会者、コラムニスト、ライター、翻訳者、インバウンド観光アドバイザーなど、マルチに活躍中。

## 人物
- 特徴的な低い声とバイリンガルDJ、ユーモアあふれるフレンドリーなキャラクターが最大の魅力である。
- 現在は自らが講師となり、ラジオDJ/パーソナリティの養成も行っている。
- 番組の第一声の「どーもどーもどーも!」が決めゼリフである。
  - RADIO-i移籍前のクリスの番組にゲスト出演したSmile.dkがこのフレーズを気に入り、「Domo Domo Domo」という曲として発売し、さらにこれがポケモン情報バラエティ番組『ポケモンスマッシュ!』の（テレビ東京）オープニング曲に採用された。
  - ポール・マッカートニーの「フレッシュン・アップ ジャパン・ツアー 2018」名古屋公演の第一声の挨拶は「どーもどーもどーも!こんばんは、ナゴヤ!」であったが、これは、公演前の電話インタビューでクリス・グレンがポールに「ナゴヤの挨拶」として伝授し、ポールが使ったという経緯がある。
- 8歳の頃の夢は、ラジオDJかヘリコプターパイロットになることだった。DJになるという夢と同時に、ヘリコプターパイロットになるという夢も叶えアメリカのFAA、オーストラリアのCASA、日本のJCABの3カ国の免許を取得している。
- 日本の歴史にも造詣が深く、甲冑師に弟子入りし、自ら甲冑を作るというこだわりぶり。日本甲冑武具研究保存会東海支部のメンバーでもある。
- 2005年3月には、母国オーストラリアと第二の故郷、日本の友好親善、愛知県とオーストラリア・ビクトリア州の友好都市提携25周年、名古屋市とオーストラリア・シドニー市の姉妹都市提携25周年を記念し、自らが企画したプロジェクト「日豪フレンドシップフライト2005」を実施。 このプロジェクトでは、オーストラリアのメルボルンから名古屋までの12000kmを小型ヘリコプターでフライトする偉業を成し遂げた。
- 2006年11月、日豪交流年のオフィシャルイベントとして「サムライ・フェスティバル」をオーストラリア・メルボルンで実施。 メルボルン市内での武者行列や、小学校を訪問しての出陣式・火縄銃の演武を行い、日本のサムライ文化を母国で紹介した。

## ラジオ

### 現在の担当番組
- 「RADIO ORBIT」（ZIP-FM）

### 過去の担当番組
- 5MU、5DN、102FM、X102FMでのレギュラーなど、オーストラリアでの出演経験多数
- 東京の有線ラジオ局「KTYO」レギュラー
- 「ZIP CONTEMPORARY NIGHT」（ZIP-FM）
- 「ZIP MEGA HIT RADIO」（ZIP-FM）
- 「FRIDAY DANCE PARTY」（ZIP-FM）
- 「ZIP DAYLIGHT MOTION（ZIP-FM）
- 「ZIP DANCE HITS 20」（ZIP-FM）
- 「Z-POP HIT MACHINE COUNTDOWN 30」（ZIP-FM）
- 「MEGA HIT FRIDAY」（ZIP-FM）
- 「Flying Circus」（ZIP-FM、インターネットラジオ）
- 「Southern Flight」（RADIO-i）
- 「KISS HIT REVIVAL」（Kiss-FM KOBE）
- 「COUNTDOWN KOBE」（Kiss-FM KOBE）
- 「PM-i」（RADIO-i）
- 「RADIO-i ACROSS THE MUSIC」（RADIO-i）
- 「RADIO-i CHRIS CROSS SUNDAY」（RADIO-i）
- 「LOVE & PEACE」（FM AICHI)

## テレビ

### 現在担当の番組
- NINJA TRUTH（NHKワールド JAPAN） - ナビゲーター
- Castle Quest（NHKワールド JAPAN） - ナビゲーター
- クリスグレン が東三河の歴史にどーも!（豊橋ケーブルネットワーク） - ヒストリーハンター
- キャッチ・ザ・ワールド（キャッチネットワーク） - MC

### 過去担当の番組
- journeys in japan（NHKワールド JAPAN）
- アメージパング!（TBSテレビ）
- 知っとこ!（毎日放送）
- エコの作法（BS朝日）
- P-KAN 歴史のある風景（東海テレビ） - ナレーション
- ぴーかんテレビ 元気がいいね（東海テレビ）
- グルメナビ（中京テレビ） - ナレーション
- 名古屋ウィークリー（CBCテレビ） - レポーター
- そこが知りたい（CBCテレビ） - レポーター
- まいタウン（CBCテレビ） - ナレーション・レポーター
- 気分はビビデバビデブ（メ〜テレ）
- コケコッコー（メ〜テレ）
- 情報フレッシュ便 さらさらサラダ（NHK名古屋）
- ズームイン!!サタデー（日本テレビ）
- うんちくクン（日本テレビ）
- BS熱中夜話〜関ヶ原ナイト〜（NHK BS2）
- 3時のつボッ!（2010年6月 - 2011年3月、テレビ愛知） - 火曜レギュラー
- お宝発信タワー DAI-NAMO（CBCテレビ）
- 戦いの城 特別編 山城へ行こう!（2016年4月10日、ヒストリーチャンネル）
- ブラタモリ（2017年12月2日、NHK総合）
- クイズ!オンリー1戦国武将（2019年10月15日 TBSテレビ）
- 日立 世界・ふしぎ発見! 日本のお城スペシャル（2020年12月12日、TBSテレビ）
- スイッチ!（不定期、東海テレビ）

その他、出演多数。

## 連載
- 中日新聞「クリス・グレンの名城レッツゴー!」（2015〜）
- 読売新聞（中部支社版）コラム「どーもどーもどーも」（2006〜2020）

## CMナレーション
- TOYOTA「HARRIER」
- HONDA「JOKER」
- マツダ「アンフィニMPV」
- マツダ「プロシードマービー」
- Calvin Klein CK one CK be
- GODIVAチョコレート
- アサヒビール
- サントリーチューハイ
- プレイステーション「スーパーロボット大戦」
- リステリン
- サークルK
- 生活創庫
- 東海クラシックゴルフ
- エイデン
- 白馬47スキー場
- 鈴蘭高原スキー場
- 蒲郡競艇
- FIT HOUSE
- NTTドコモ東海「MUSIC PORTER X」
- カーブティック・アジア
- グリーンテック
- ナガシマスパーランド「スチールドラゴン」
- スーパージャンボ
- ブロンコビリー
- 欧倫ホーム

その他、多数

## 著書・翻訳
- 「Battle Of sekigahara」（ 関ヶ原の戦いを英語でまとめた著書）2014年 - Pen & Sword Publishing group（イギリスの出版社）
- 「豪州人歴史愛好家、名城を行く」（2015年、宝島社）
- 「城バイリンガルガイド」（2017年、小学館）
- 「忍者バイリンガルガイド」（2019年、小学館）
- Naganuma Ryu Troop Movement Training Manual: An Edo Period Samurai Military Arts and Sciences Textbook (English Edition) 2020-Kindle